# Белковый димер

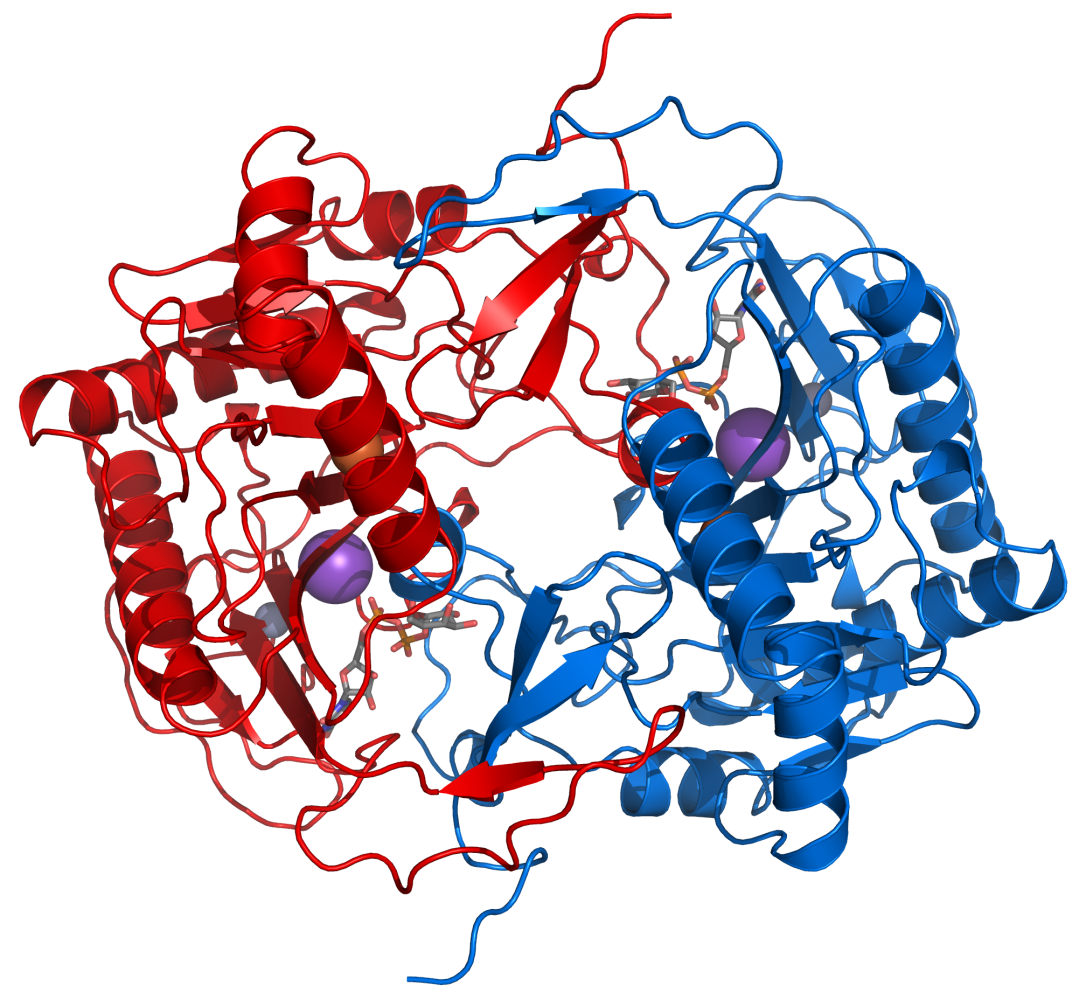
Схема димера галактоза-1-фосфатуридилилтрансфераза (GALT) из E. Coli в комплексе с УДФ-галактозой. Ионы цинка, калия и железа обозначены фиолетовым, серым и бронзовым цветом.

В биохимии,  димер  — макромолекулярный комплекс, образованный двумя, как правило, не ковалентносвязаными макромолекулами, такими как белки или нуклеиновые кислоты. Белковый димер — это четвертичная структура белка.
Гомодимер образуется двумя одинаковыми молекулами (процесс гомодимеризации ). Гетеродимеры образуются двумя различными макромолекулами (процесс гетеродимеризации ).
Большинство димеров в биохимии не связаны ковалентными связями. Пример нековалентного гетеродимера — фермент обратной транскриптазы, которая состоит из двух различных аминокислотных цепей. Исключением являются димеры,  связанные  дисульфидными мостиками, такие, как гомодимерный белок NEMO.
Некоторые белки содержат специализированные домены для обеспечения димеризации (димеризационные домены).

## Примеры
- Антитела
- Рецепторные тирозинкиназы[англ.]
- Факторы транскрипции
  - Мотив белка Лейциновая застёжка-молния
  - Ядерные рецепторы
- Семейство белков 14-3-3
- GPCR
- G-белки димер βγ-субъединиц
- Кинезин
- Триозофосфатизомераза[англ.] (TIM)
- Алкогольдегидрогеназа
- Фактор свёртывания крови XI
- Фактор XIII
- Толл-подобные рецепторы
- Фибрин
- Переменные поверхностные гликопротеины[англ.] у паразита Трипаносома